# Сцена в салона на бара
„Сцена в салона на бара“ (на английски: A Bar Room Scene) е американски късометражен ням филм от 1894 година, заснет от режисьора Уилям Кенеди Диксън в лабораториите на Томас Едисън в Ню Джърси. Кадри от филма не са достигнали до наши дни и той се смята за изгубен.

## Сюжет
Четирима мъже седят в салона на бара и водят драматична дискусия на политическа тема- демократ, републиканец, собственика на бара и един полицай.